# Beter laat dan nooit (Jeroen van der Boom)
Beter laat dan nooit is een nummer van de Nederlandse zanger Jeroen van der Boom uit 2013. Het is de eerste single van zijn zevende studioalbum Deze man.
Het nummer werd geschreven door Ilse DeLange. "Beter laat dan nooit" is een vrolijk nummer over een man die pas vrij laat de liefde van zijn leven ontmoet. Het nummer werd een klein hitje in Nederland, waar het de 8e positie bereikte in de Tipparade.

## Tracklijst
Muziekdownload
1. "Beter laat dan nooit" - 3:33